# Álvaro García Linera
Pour les articles homonymes, voir Álvaro et García.
 (novembre 2019).
Si vous disposez d'ouvrages ou d'articles de référence ou si vous connaissez des sites web de qualité traitant du thème abordé ici, merci de compléter l'article en donnant les références utiles à sa vérifiabilité et en les liant à la section « Notes et références ».

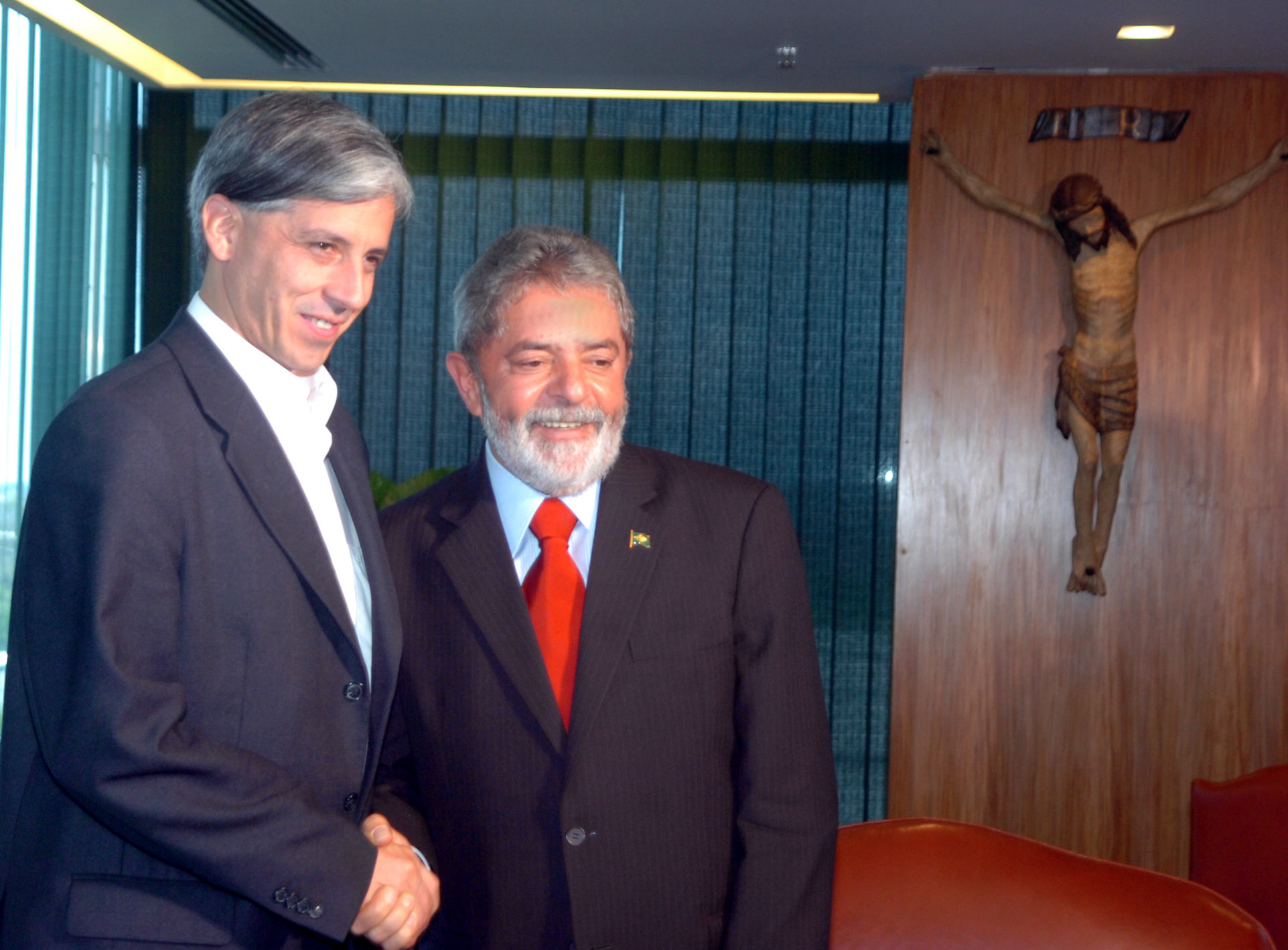
Linera et Luiz Inácio Lula da Silva, président de la république fédérative du Brésil (2006).

Álvaro García Linera, né le 19 octobre 1962 à Cochabamba, est un homme d'État bolivien.
Élu vice-président de la République lors de l'élection présidentielle de 2005 en tant que colistier d'Evo Morales pour le parti Mouvement vers le socialisme, il est réélu en 2009 et 2014 comme vice-président de l'État plurinational de Bolivie.
À l’élection présidentielle de 2019, le ticket qu'il forme de nouveau avec Morales est donné vainqueur par les résultats officiels, mais la majorité se résout à la tenue d’un nouveau scrutin après des manifestations de masse émaillées de violences et après que l'OEA a fait état d'irrégularités. Deux mois avant la fin de son troisième mandat, Álvaro García Linera annonce finalement sa démission, à la suite de la défection de l'armée et de la police.

## Situation personnelle
Álvaro García Linera naît à Cochabamba et étudie en Bolivie jusqu'au niveau secondaire. Il part ensuite à l'université nationale autonome du Mexique (UNAM), dans la ville de Mexico, pour étudier les mathématiques sans jamais en ressortir diplômé.

## Parcours politique

### Débuts
En 1985, il revient en Bolivie et s'investit dans la vie publique et politique. À la suite de sa participation à l'Armée guérillera Túpac Katari, il est arrêté en 1992 et passe cinq ans en prison sans être jugé ; il y étudie la sociologie. À sa sortie de prison, il reprend sa carrière universitaire sans diplôme en enseignant la sociologie, les sciences de la communication ainsi que les sciences politiques dans différentes universités. Il donne des conférences, notamment en Équateur, au Pérou, au Mexique, en Argentine, en Espagne et en France. Il est également commentateur politique. Il reçoit en 2004 le prix de sciences sociales Agustín Cueva du département de sociologie et sciences politiques de l'universidad Central del Ecuador.

### Vice-président de l'État bolivien
Au côté d'Evo Morales, il est, à partir de 2006, vice-président de la république de Bolivie (vice-président de l'État plurinational de Bolivie après l'entrée en vigueur d'une nouvelle Constitution, le 22 janvier 2010).
En décembre 2010, Linera a publié sur sa page officielle les fuites mentionnant la Bolivie provenant du site web WikiLeaks, qui divulgue des informations provenant de sources classifiées sur la base du travail de lanceurs d'alertes. Linera a déclaré que la publication de ces informations visait à permettre aux citoyens d'évaluer « la barbarie et les insultes » de Washington et de dénoncer leur « interventionnisme ».
Le 10 novembre 2019, après l'annonce de l'annulation de l'élection présidentielle et la démission d'Evo Morales, confronté à un mouvement de contestation populaire depuis trois semaines, García Linera, qui fait office de successeur constitutionnel, démissionne lui aussi, et dénonce un « coup d'État », ainsi qu'Adriana Salvatierra, présidente de la Chambre des sénateurs, et Víctor Borda, président de la Chambre des députés, respectivement troisième et quatrième dans l'ordre de succession présidentiel. Le successeur constitutionnel est Jeanine Áñez, seconde vice-présidente de la Chambre des sénateurs, après la démission de Rubén Medinaceli, premier vice-président.

## Après la vice-présidence
Il part ensuite en exil au Mexique en compagnie de l'ancien président.

## Engagement identitaire indigène
Outre ses activités de chercheur, formé en sociologie et ayant écrit des ouvrages de sociologie, Álvaro García Linera est également, selon ses soutiens, un intellectuel organique de grande envergure, théoricien du réveil identitaire indigène comme moteur des mouvements sociaux, tout en étant capable de défendre la voie du dialogue. Lors de l'élection présidentielle bolivienne de 2005, il soutient Evo Morales qui obtient la majorité absolue au premier tour, et prend la fonction de vice-président. Les principaux objectifs annoncés par le Mouvement vers le socialisme sont la nationalisation des hydrocarbures, la tenue d'une assemblée constituante et le refus du modèle économique néolibéral. Il est partisan d'un état fort, mais souhaite encourager l'auto-gestion au niveau local. Il situe son parti « au centre gauche ».
Álvaro García Linera souhaite décoloniser le système politique de la Bolivie afin que tout le peuple, les Indiens participent à la vie politique bolivienne (il se donne quatre ans pour cette tâche) ; son but à long terme est d'instaurer le socialisme andin. Son objectif est également de faire fonctionner les structures et les institutions de l'État en véritable démocratie directe (la parole et le pouvoir au peuple).

## Sélection de publications
- avec Íñigo Errejón. Qué horizonte. Hegemonía, Estado y revolución democrática, 2020.
- "The State and the Democratic Road to Socialism", In J-.N Ducange & R. Keucheyan (eds.), The End of the Democratic State. Cham: Springer International Publishing, 2018, pp. 3-24.
- Plebeian Power: Collective Action and Indigenous, Working-Class and Popular Identities in Bolivia. Leiden & Boston, Brill, 2014.
- Pour une politique de l'égalité : communauté et autonomie dans la Bolivie contemporaine, traduit de l'espagnol (Bolivie) par Étienne Dobenesque, préface de Pablo Stefanoni et Marc Saint-Upéry, Paris, Les Prairies ordinaires, 121 p., 2008
- Sociología de los movimientos sociales en Bolivia, La Paz, Diakonia, Oxfam y Plural, 2004.
- Procesos de trabajo y subjetividad en la formación de la nueva condición obrera en Bolivia, La Paz, Programa de las Naciones Unidas para el Desarrollo (pnud), 2000. Reproletarización.
- "Espacio Social y estructuras simbolicas. Clase, dominación simbólica y etnicidad en la obra de Pierre Bourdieu." 2000
- Nueva clase obrera y desarrollo del capital industrial en Bolivia (1952-1998), La Paz, Comuna y Muela del Diablo, 1999.
- Las armas de la utopía, La Paz, Postgrado en Ciencias del Desarrollo (ci des), umsa, Umbrales y Punto Cero, 1996.
- Forma valor y forma comunidad de los procesos de trabajo, La Paz, Quipus, 1995.
- De demonios escondidos y momentos de revolución. Marx y la revolución social en las extremidades del cuerpo capitalista, La Paz, Ofensiva Roja, 1991.
- Crítica de la nación y la nación crítica, La Paz, Ofensiva Roja, 1989.
- Introducción al Cuaderno Kovalevsky de Karl Marx, La Paz, Ofensiva Roja, 1989.
- Introducción a los estudios etnológicos de Karl Marx, La Paz, Ofensiva Roja, 1988.

## Exemples de travaux sur Linera
- Moreiras, Alberto. "Democracy in Latin America: Álvaro García Linera, an Introduction." Culture, Theory and Critique 56.3 (2015): 266-282.
- Williams, Gareth. "Social Disjointedness and State-Form in Álvaro García Linera." Culture, Theory and Critique 56.3 (2015): 297-312.
- Farthing, Linda. "Controlling State Power: An Interview with Vice President Álvaro García Linera." Latin American Perspectives 37.4 (2010): 30-33.